# ФК Карван Евлах
ФК Карван је азербејџански фудбалски клуб из Евлаха. Боје клуба су црна и бела. Основан је 2004. године и игра у Првој лиги Азербејџана.

## Историја
Одмах по оснивању су убачени у највиши ранг. Одмах су почели да бележе успехе: 2005. су били трећи, 2006. године други, што их је одвело у европске купове. У УЕФА купу 2006/07 су стигли до другог кола квалификација.

## Европски успеси
| Сезона              | Такмичење     | Коло       | Држава   | Екипа          | Домаћи | Гости | Укупно |
| ------------------- | ------------- | ---------- | -------- | -------------- | ------ | ----- | ------ |
| Интертото куп 2005. | Интертото куп | 1 коло     | Пољска   | Лех Познањ     | 1-2    | 0-2   | 1-4    |
| 2006/07             | УЕФА Куп      | 1 коло кв. | Словачка | Спартак Трнава | 1-0    | 1-0   | 2-0    |
|                     |               | 2 коло кв. | Чешка    | Славија Праг   | 0-2    | 0-0   | 0-2    |

## Тренутни састав тима
| Бр. |                 | Позиција | Играч              |
| --- | --------------- | -------- | ------------------ |
| 1   | Азербејџан      | Г        | Надир Шукуров      |
| 2   | Азербејџан      | О        | Андрезињо          |
| 3   | Азербејџан      | С        | Илхам Јадулајев    |
| 4   | Азербејџан      | С        | Елхан Џабраилов    |
| 5   | Туркменистан    | О        | Омар Бердијев      |
| 6   | Азербејџан      | О        | Анар Хасанов       |
| 7   | Азербејџан      | С        | Маркос             |
| 8   | Азербејџан      | С        | Џавид Имамвердијев |
| 9   | Азербејџан      | Н        | Ернани Переира     |
| 10  | Тунис           | Н        | Башид Мугади       |
| 11  | Обала Слоноваче | С        | Јакуба Бамба       |

| Бр. |              | Позиција | Играч                 |
| --- | ------------ | -------- | --------------------- |
| 14  | Русија       | С        | Иван Васиљев          |
| 17  | Азербејџан   | С        | Емин Џафаргулијев     |
| 18  | Азербејџан   | С        | Исмаил Мамадов        |
| 19  | Грузија      | Н        | Микеил Месхи          |
| 20  | Туркменистан | Н        | Доулатмурат Атајев    |
| 21  | Литванија    | С        | Едвинас Лукошевичијус |
| 22  | Грузија      | С        | Александр Инцхирвели  |
| 23  | Азербејџан   | Н        | Азиз Гулијев          |
| 24  | Азербејџан   | Г        | Леандро Гомес         |
| 26  | Туркменистан | Н        | Павел Харчик          |

## Познати бивши играчи
- Папе Самба Па
- Анатоли Дорос